# Вовчок фіолетовий
Вовчок фіолетовий, вовчок пурпуровий (Orobanche purpurea) — вид рослин з родини вовчкових (Orobanchaceae), поширений у Марокко, Алжирі, Європі, Азії.

## Опис
Багаторічна рослина заввишки 15–60 см. Вся рослина борошнисто-залозисто-волосиста. Стебла злегка дерев'янисті при основі, зазвичай прості. Листя вузьколанцетоподібне. Суцвіття коротке циліндричне, розріджене. Віночок світло-синій або синьо-фіолетовий, в основі жовтуватий. Віночок 20–23 мм довжиною, майже прямий або слабо зігнутий, вгорі мало розширений. Насіння зворотнояйцювате або еліпсоїдне, 0.45–0.55 × 0.3–0.35 мм; поверхня злегка блискуча, темно-коричнева. 2n=24.

## Поширення
Поширений у Марокко, Алжирі, Європі, в Азії на південний схід до Афганістану.
В Україні вид зростає у степах і на трав'янистих схилах — західному Лісостепу, Степу та Криму. Паразитує на коренях деревію, піретруму, полину.